# Brié-et-Angonnes
Brié-et-Angonnes – miejscowość i gmina we Francji, w regionie Owernia-Rodan-Alpy, w departamencie Isère.
Według danych na rok 1990 gminę zamieszkiwało 1619 osób, a gęstość zaludnienia wynosiła 167 osób/km² (wśród 2880 gmin regionu Rodan-Alpy Brié-et-Angonnes plasuje się na 527. miejscu pod względem liczby ludności, natomiast pod względem powierzchni na miejscu 1145.).